# Julija Leonidovna Latynina
Julija Leonidovna Latynina, in russo Юлия Леонидовна Латынина? (Mosca, 16 giugno 1966), è una giornalista, scrittrice e conduttrice televisiva russa, diventata famosa come editorialista per Novaya Gazeta ed è stata per anni la conduttrice più popolare della stazione radio Echo of Moscow.
È una scrittrice prolifica, ha scritto più di venti libri, tra fantasy, gialli e politico-economici, basati sulle vicende russe contemporanee.

## Biografia
Yulia Latynina è nata a Mosca nel giugno 1966. Suo padre è lo scrittore Leonid Latynin e sua madre è la critica letteraria Alla Latynina.
Ha studiato filologia presso il Maxim Gorky Literature Institute dal 1983 al 1988. Nel 1993 ha ottenuto il dottorato di ricerca presso il Gorky Institute of World Literature.

## Carriera
Ha lavorato per i quotidiani russi Izvestia (1995—97), Expert (1997—98), Top Secret (il cui caporedattore era Artëm Borovik),  Novaja Gazeta (dal 2001), Kommersant (dal 2006) e altri.
Ha lavorato anche con diverse tv russe, quali V drugoe vremja (First Channel ORT 2001-02), Est' Mnenie (TV Centr 2002-3) e  Nedelja (REN TV 2003-4).
Il Corriere della Sera l'ha insignita del premio dedicato a Maria Grazia Cutuli per il giornalismo investigativo.
Dal 2003 conduce il programma Access Code per la radio Eco di Mosca.
L'8 dicembre 2008 ha vinto il premio Freedom Defenders Award del Dipartimento di Stato statunitense.

## Politica
Latynina è di idee conservatrici. 
Ha scritto sul giornale dissidente Novaja Gazeta.
È stata dichiarata "agente straniero" dal governo russo in quanto parte del Comitato Russi contro la Guerra che si oppone all'invasione russa dell'Ucraina del 2022. Tuttavia molte delle sue dichiarazioni contro la democrazia liberale sono controverse tra l'opposizione russa. Nel 2025 ha dichiarato che che "l'Ucraina nella sua forma attuale... rappresenta una minaccia strategica per la Russia"; il politico dell'opposizione russa Ilya Yashin ha paragonato Latynina alla propagandista russa Margarita Simonyan e il presidente ucraino Volodymyr Zelensky ha imposto sanzioni finanziarie personali su di lei.

## Libri
| Anno di pubblicazione | Nome (Originale/edizione inglese)                                                              | Genere             | Ciclo (in inglese) |
| --------------------- | ---------------------------------------------------------------------------------------------- | ------------------ | ------------------ |
| 1990                  | Повесть о Святом Граале / Tale of the Holy Grail                                               | Fantasy            |                    |
| 1991                  | Дело о пропавшем боге (Иров день) / Case of the Missing God                                    | Fantascienza       | Empire of Veya     |
| 1994                  | Клеарх и Гераклея / Clearchus and Heraclea                                                     | Racconto greco (?) |                    |
| 1994                  | Проповедник / Preacher                                                                         | Fantascienza       |                    |
| 1995                  | Бомба для банкира / Bomb for the Banker                                                        | Giallo             | Gangster           |
| 1996                  | Повесть о благонравном мятежнике / Tale of the Virtuous Rebel                                  | Fantasy            |                    |
| 1996                  | Колдуны и министры (Колдуны и империя) / Wizards and Ministers (Wizards and the Empire)        | Fantascienza       | Empire of Veya     |
| 1996                  | Сто полей / The 100 squares                                                                    | Fantascienza       | Empire of Veya     |
| 1996                  | Повесть о Золотом государе / Tale of the Golden Emperor                                        | Fantasy            | Empire of Veya     |
| 1996                  | Бандит / Gangster                                                                              | Avventura          | Gangster           |
| 1997                  | Здравствуйте, я Ваша „крыша“, или новый Аладдин / Hello, I'm Your "Carpet", or the New Aladdin | Fantascienza       |                    |
| 1999                  | Охота на изюбря / Hunting Elk                                                                  | Giallo             | Охота на изюбря    |
| 1999                  | Инсайдер / The Insider                                                                         | Fantascienza       | Empire of Veya     |
| 1999                  | Повесть о государыне Кассии / Tale of the Empress Cassia                                       | Fantasy            | Empire of Veya     |
| 1999                  | Дело о лазоревом письме / Case of the Azure Letter                                             | Fantascienza       | Empire of Veya     |
| 1999                  | Разбор полётов (Ни дня без работы) / Debriefing (Not a Day Without Work)                       | Giallo             | Gangster           |
| 2000                  | Саранча / Locust                                                                               | Giallo             | Gangster           |
| 2000                  | Стальной король (Развод с подставой) / Steel King (Set-Up and Scam)                            | Giallo             | Охота на изюбря    |
| 2001                  | Ничья / Draw                                                                                   | Giallo             |                    |
| 2003                  | Промзона / Industrial Area                                                                     | Giallo             | Охота на изюбря    |
| 2004                  | Только голуби летают бесплатно / Only Pigeons Fly for Free                                     | Giallo             |                    |
| 2005                  | Джаханнам, или До встречи в Аду / Jahannam, or See You in Hell                                 | Avventura          | Caucasus cycle     |
| 2005                  | Ниязбек / Niyazbek                                                                             | Avventura          | Caucasus cycle     |
| 2007                  | Земля войны / The Land of War                                                                  | Avventura          | Caucasus cycle     |
| 2007                  | Нелюдь / Inhuman                                                                               | Fantascienza       |                    |
| 2009                  | Не время для славы / No Time For Glory                                                         | Avventura          | Caucasus cycle     |